# Jarryd Hayne
Jarryd Lee Hayne (nascido em 15 de fevereiro de 1988) é um jogador da Rugby league, ex-jogador de futebol americano e rugby sevens, que joga como fullback para o Gold Coast Titans na National Rugby League, Austrália. Ele já também já atuou pelo Parramatta Eels, na mesma NRL e para os 49ers, de São Francisco, na National Football League (NFL).
Hayne já foi agraciado com honras no time All Star da NRL, a níveis estaduais e internacionais (para a Austrália e Fiji) no rugby league e representou Fiji no rugby union sevens. Ele ganhou a Medalha Dally M em 2009 e 2014 como o jogador do ano do NRL e o Prêmio Internacional do Jogador do Ano da Federação Internacional de Rugby League em 2009.

## Vida
Hayne nasceu em Sydney, Nova Gales do Sul, Austrália, em 15 de fevereiro de 1988.
Ele é filho de um pai de Fiji, Manoa Thompson e de uma mãe australiana, Jodie. Ele tem três irmãos: Julius, Jonah e Evie Thompson. Seu pai jogou rugby league profissional pelo South Sydney Rabbitohs, Western Suburbs Magpies e os Auckland Warriors, enquanto representava Fiji. Hayne era uma das três crianças criadas por sua mãe solteira, e cresceu em uma habitação social de tijolos vermelhos de Campbelltown, em Minto. No início da vida, Hayne assumiu o atletismo ganhando vários títulos. Ele ainda possui os registros de 100 metros da Associação de Esportes Públicos (PSSA) de menos de 8 anos e menores de 9 anos. Ele competiu em Little Athletics até a idade de 15 anos. Ele frequentou a escola pública de John Warby, Leumeah High e Westfields Sports High School, mas abandonou a escola antes do início da carreira no rugby league.

## Carreira no rugby league
Hayne começou a jogar rugby league júnior para Campbelltown City, East Campbelltown e Cabramatta aos seis anos de idade.

### Anos 2000
Hayne fez sua estreia no NRL com o Parramatta Eels aos 18 anos de idade, em 19 de maio de 2006 contra o Penrith Panthers no CUA Stadium. Jason Taylor, que estava fazendo sua estreia como treinador, escolheu-o como asa. Taylor disse mais tarde: "Todos conheciam seu talento, não era só eu". Hayne rapidamente causou uma impressão na competição, marcando 17 ensaios em 16 jogos em sua temporada de estreia. Este recorde incluiu uma melhor dos quatro ensaios pessoais contra os Newcastle Knights em uma vitória de 46-12 para a Parramatta. Sua excelente habilidade de pontuar com ensaio o viu recompensado com o Prêmio Dally M 'Estreante do ano' de 2006 e um lugar no quadro dos Kangaroos. Ele também foi nomeado o novato do ano do Parramatta Eels, na temporada de 2006.

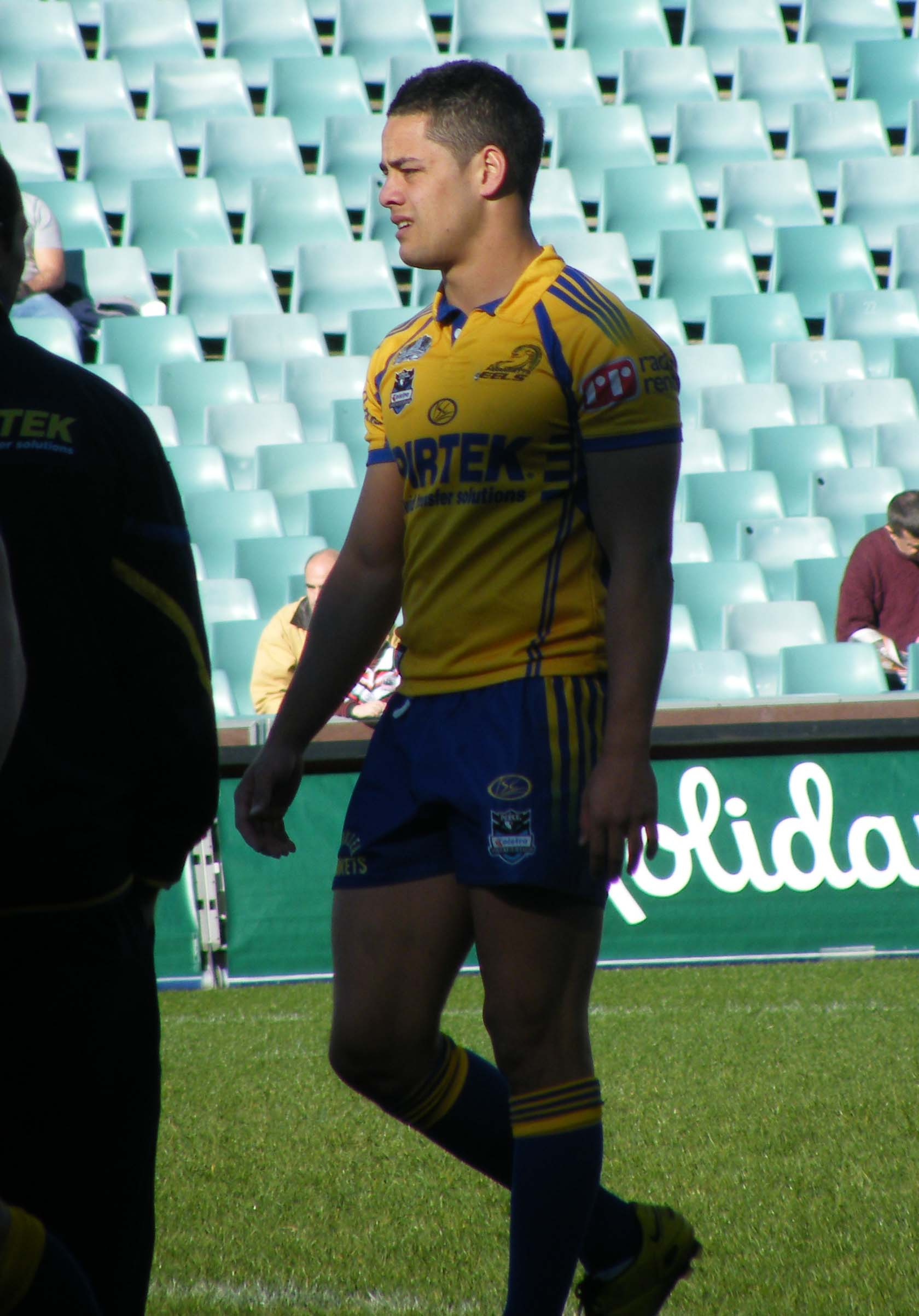
Jarryd Hayne, a atuar pelo Parramatta em 2008.

Ele começou a temporada no centro, mas depois mudou-se para fullback, devido a uma lesão com Luke Burt, e marcou 12 ensaios, incluindo o ensaio vencedor contra os New Zealand Warriors na Primeira Final de Qualificação das finais da NRL de 2007. Após a próxima vitória do Parramatta contra Brisbane, em julho de 2007, Hayne foi acusado de simular para impedir um ensaio do Brisbane após um forte pancada de Sam Thaiday, sendo que Hayne negou que tenha simulado a queda para impedir deliberadamente o ensaio do Brisbane e afirmou que ele estava genuinamente ferido após a colisão com Thaiday. Nunca foi considerado culpado de qualquer irregularidade pelo poder judicial NRL.
Parramatta anunciou que Hayne havia assinado com o clube por uma valor de US$ 2 milhões. Em 15 de setembro, ele foi oficialmente anunciado como o homem mais rápido da Rugby League, depois de se tornar o jogador de league mais bem colocado no Gatorade Bolt, apesar de outros notáveis campeões de league, como David Mead, Michael Jennings, Brett Stewart e Kevin Gordon, não participaram.

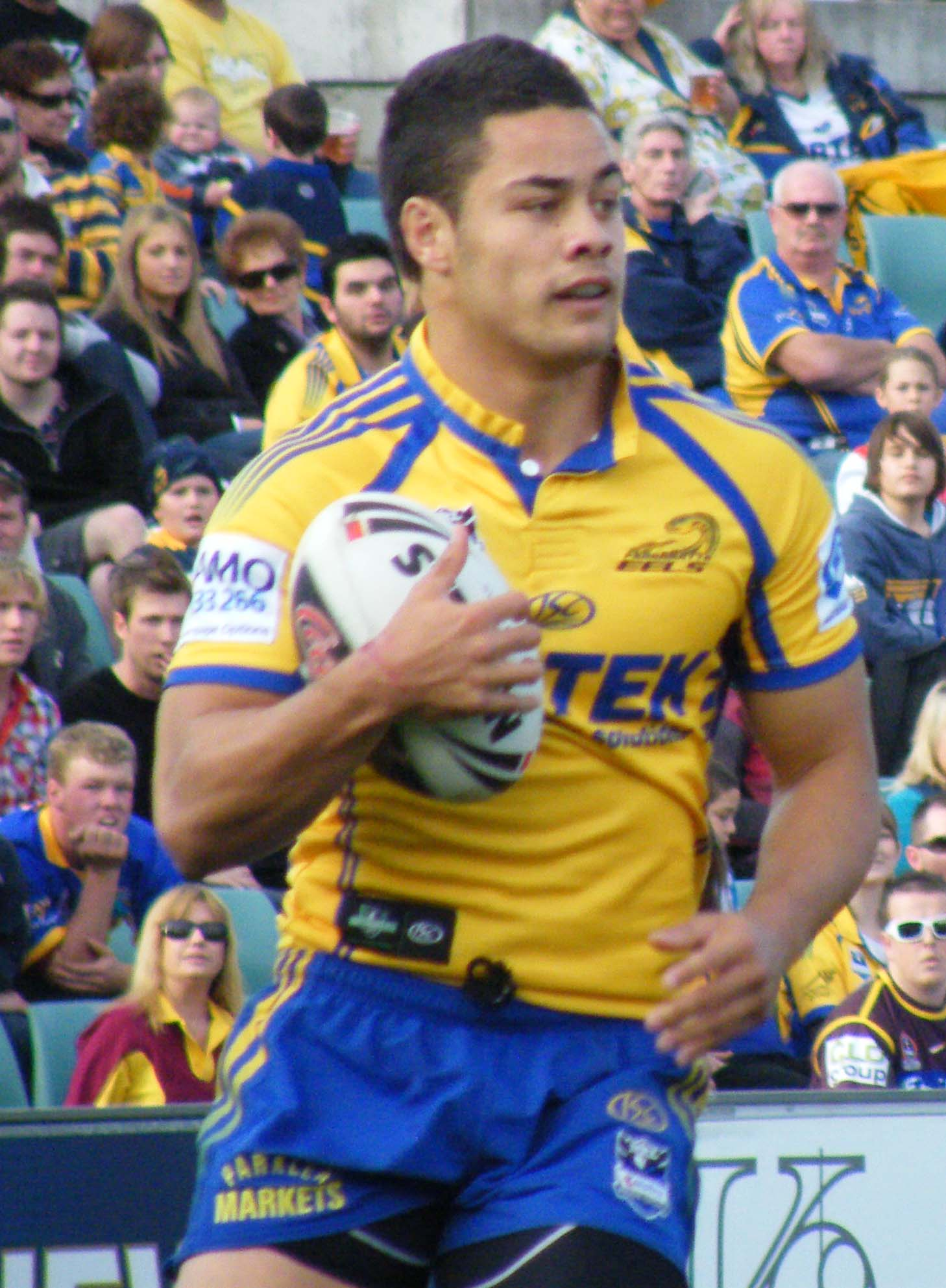
Jarryd Hayne, em 2009.

No início da temporada de 2009 da NRL, Hayne jogou no cinco-oitavo com sucesso muito limitado. Hayne foi transferido de volta para sua posição preferida de fullback, logo antes do confronto da rodada 8 com o North Queensland Cowboys. Os desempenhos de Hayne para Parramatta aumentaram para outro nível à medida que a temporada 2009 progrediu. Sua influência no jogo do "fullback" foi louvada por muitos especialistas, já que os Parramatta fizeram um melhora de temporada tardia. Da rodada 19 à rodada 24, ele ganhou seis prêmios consecutivos de homem do jogo. Hayne ganhou as Medalhas Dally M para Jogador do Ano e Fullback do Ano, respectivamente. Ele se tornou um dos vencedores mais jovens do prêmio de prestígio e apenas o segundo fullback na história para ser coroado Dally M Jogador do Ano. Hayne correu 4.429 metros com a bola em 2009, mais do que qualquer outro jogador na competição. No início de novembro de 2009, enquanto estava em turnê com os Cangaroos, Hayne foi deixado de fora como um dos seis indicados para o Golden Boot Award (Melhor Jogador da Liga de Rugby do Mundo) apesar de ele ser o vencedor da Dally M Medal Jogador do ano, da série NSW, jogador da Federação Internacional, jogador do Parramatta da temporada e jogador da semana da Rugby League do ano em 2009. Ele foi nomeado o jogador Fiji Bati do ano de 2009. A performance de Jarryd Hayne para o Parramatta Eels na grande final de 2009 contra o Melbourne Storm foi amplamente vista na mídia australiana e neozelandesa como decepcionante.
A temporada 2009 de Hayne foi descrita como uma das maiores temporadas individuais na história da liga de rugby australiana.

### Anos 2010
Para o teste ANZAC de 2010, Hayne foi escolhido para jogar pela Austrália na vitória contra a Nova Zelândia.
Hayne foi nomeado co-capitão do Parramatta em 2013, onde teve uma temporada impressionante, particularmente no que diz respeito à sua defesa de linha de gol. Isso ganhou um pedido para o New South Wales no primeiro jogo da Série State of Origin de 2013 em sua posição preferida de "fullback" depois que o titular Brett Stewart ficou ferido. Hayne marcou o primeiro ensaio da série para o NSW e foi mais uma vez importante em sua única vitória da série.
Em 2014, Hayne começou a temporada com sua exibição de rugby league mais consistente, liderando o ranking da medalha Dally M após 10 rondas. Ele foi selecionado para New South Wales em sua posição favorita para o primeiro jogo da série State of Origin de 2014. Sua performance foi de principal do jogo, tendo marcado um ensaio e uma assistência para levar o New South Wales a uma vitória de 12-8 em Brisbane e uma liderança da série 1-0. Durante a pesquisa anual de jogadores de 2014, onde 100 jogadores dos 16 clubes são entrevistados, Hayne foi eleito como "melhor do jogo", o primeiro jogador da NSW desde que Andrew Johns ganhou a honra em 2006. Na 22ª temporada da temporada, jogando contra Canberra Raiders, Hayne marcou outro ensaio de 50m para consolidar seu 100º ensaio na carreira. Ele tornou-se apenas o terceiro jogador atrás de Luke Burt e Brett Kenny para marcar 100 ensaios para Parramatta. Na rodada 23 da temporada, Hayne superou o número de ensaios da temporada de 2006, chegando ao seu 18º, contra os Bulldogs. Hayne terminou a temporada como o principal marcador da NRL, com o total de 20 ensaios na temporada. Em 29 de setembro de 2014, na noite da Dally M Awards, Hayne e o jogador do  North Queensland Cowboys, o capitão Johnathan Thurston, foram os vencedores do Prêmio Dally M do Jogador do Ano de 2014 depois da contagem regressiva mais emocionante da história do prêmio. Para Hayne, foi o seu segundo Prêmio Dally M de Jogador do Ano, após sua vitória em 2009 e também conquistou os prêmios Fullback do ano e Best Representative Player, respectivamente.

### Retorno ao rugby league
Em 2 de agosto de 2016, depois de um tempo em futebol americano e rugby sevens, foi anunciado que Hayne retornaria ao NRL, assinando um contrato de dois anos com os Gold Coast Titans. His contract was touted to be as worth as much as $1.2 million a season, the most any NRL player has been paid in one year. Seu contrato foi estimado no valor de US$ 1,2 milhão por temporada, mais que qualquer outro jogador da NRL recebe em um ano. Hayne tornou-se disponível imediatamente para ser selecionado para o jogo e fez sua estreia nos Titãs contra os Guerreiros da Nova Zelândia, em 7 de agosto de 2016. Na segunda rodada, no segundo jogo de volta, Hayne chutou o fiel goal que deu a vitória da partida aos Titãs, frente os Wests Tigers, por 19-18.

### Prêmios e homenagens

#### Individual
- 2006: Dally M de melhor Estreante do Ano
- 2006: Parramatta Enguias Estreante do Ano
- 2007: Dally M Ala do Ano
- 2007: Nova Gales do Sul Jogador do Ano
- 2009: RLIF Internacional de Jogador do Ano
- 2009: Dally M de Jogador do Ano
- 2009: Dally M Zagueiro do Ano
- 2009: Nova Gales do Sul Jogador do Ano
- 2009: Parramatta Enguias Jogador do Ano
- 2010: Parramatta Enguias Jogador do Ano
- 2013: Rugby League World Cup Jogador
- 2013: Rugby League World Cup Superior Tryscorer
- 2014: Dally M de Jogador do Ano
- 2014: Dally M Zagueiro do Ano
- 2014: Dally M Representante do Jogador do Ano
- 2014: Dally M Superior Tryscorer (20)
- 2014: Nova Gales do Sul Jogador do Ano

#### Equipa
- 2009: NRL Grande Final – Parramatta Enguias – vice-campeão
- 2009: Rugby League, Quatro Países – Austrália – Vencedores
- 2013: Rugby League, Copa Do Mundo – Austrália – Vencedores
- 2014: Estado de Origem da série – Nova Gales do Sul – Vencedores

## Carreira no futebol americano
Em 3 de Março de 2015, o San Francisco 49ers da Liga Nacional de Futebol (NFL) anunciou que tinha assinado undrafted free agent Hayne, para um contrato de três anos com um salário base de US$1.575.000 sobre a duração do contrato e US$115.000 de garantia de que ele não deveria fazer parte do grupo de 53 em sua primeira pré-temporada. Hayne impressionou vários veteranos durante a temporada de treinos em Phoenix, Arizona, no início de 2015. Em seguida, o quarterback Colin Kaepernick o chamou de "fenomenal atleta". O running back, Reggie Bush previu que Hayne iria provavelmente fazer parte permanente dos 49ers. Ele era esperado para competir pela vaga de running back ou kick returner.
Em 15 de agosto de 2015, Hayne fez sua pré-temporada de estreia contra o Houston Texans, completando 53 jardas terrestres, no seu segundo toque na bola. Ele terminou o jogo com 5 corridas para 63 jardas (média de 12,6), 2 punt para 24 metros (média de 12,0) e 1 chute de retorno de 33 metros.
No segundo jogo da pré-temporada de Hayne contra o Dallas Cowboys, Hayne impressionou novamente, terminando como o líder de jardas corridas, com 54 metros em oito corridas. Ele jogou todos os quatro jogos da pré-temporada.
Em 5 de setembro de 2015, Hayne fez parte da lista final de 53 inscritos, na última rodada de cortes antes do anúncio final. Em 14 de setembro de 2015, Hayne fez sua estreia na NFL para o 49ers contra o Minnesota Vikings no Levi's Stadium na Semana 1 da temporada de 2015 da NFL. Correu 20 metros de scrimmage na vitória do San Francisco 20-3 sobre os Vikings. no Entanto, Hayne também perdeu a bola em sua primeira tentativa em um receber um punt, isso tudo em frente à televisão dos EUA na Noite de segunda-feira de Futebol.
Em 31 de outubro de 2015, ele foi dispensado pelo 49ers. Em 26 de dezembro de 2015, o 49ers promoveu Hayne, o elenco de 53 novamente depois de colocar Alex Boone na sua lista de reservas, por conta de uma lesão.
Hayne, anunciou sua aposentadoria da NFL em 15 de Maio de 2016, e juntou-se a seleção de sevens de Fiji, na esperança de jogar nas Olimpíadas de 2016 no Rio de Janeiro. Mais tarde, ele explicou que ele se aposentou devido a não querer aprender um novo estilo de jogo, uma vez que os 49ers haviam contratado Chip Kelly para ser o seu novo treinador para a temporada de 2016.

### Carreira estatísticas
| Ano      | Equipa   | Jogos | Jogos | Correndo | Correndo | Correndo | Correndo | Correndo | Receber | Receber | Receber | Receber | Receber | Receber | Punt return | Punt return | Punt return | Punt return | Fumbles | Fumbles |
| Ano      | Equipa   | GP    | GS    | Att      | Yds      | Avg      | Lng      | TD       | Rec     | Tgt     | Yds     | Avg     | Gnl     | TD      | Att         | M           | Gnl         | TD          | Fum     | Perdido |
| -------- | -------- | ----- | ----- | -------- | -------- | -------- | -------- | -------- | ------- | ------- | ------- | ------- | ------- | ------- | ----------- | ----------- | ----------- | ----------- | ------- | ------- |
| 2015     | SF       | 8     | 1     | 17       | 52       | 3.1      | 11       | 0        | 6       | 6       | 27      | 4.5     | 7       | 0       | 8           | 76          | 37          | 0           | 3       | 1       |
| Carreira | Carreira | 8     | 1     | 17       | 52       | 3.1      | 11       | 0        | 6       | 6       | 27      | 4.5     | 7       | 0       | 8           | 76          | 37          | 0           | 3       | 1       |

## Rugby sevens carreira
Hayne fez sua e estreia no sevens por Fiji em 21 de Maio de 2016, no Twickenham Stadium no Torneio Sevens de Londres. Ele competiu em cinco, dos seis jogos para um total de tempo de jogo de cerca de quinze minutos. Fiji chegou a semifinal do torneio, posição que foi o suficiente para garantir a vaga no Rugby Sevens Series de 2015-16. Ele fez parte dos 23 membro do plantel para Fiji para competir nos jogos Olímpicos, porém não foi selecionado no final do pelotão.

## Prémios
- 2015-16: Mundo de Rugby Sevens Series vencedor - Fiji